# Diana Ghisi
Diana Guisi, também conhecida como Diana Mantuana e Diana Scultori, foi uma gravadora italiana de Mântua, Itália. Ela é uma das primeiras gravadoras conhecidas, fazendo principalmente gravuras reprodutivas de pinturas ou desenhos bem conhecidos, especialmente aqueles de Rafael e Giulio Romano, ou esculturas romanas antigas.

## Biografia
Diana foi uma das figuras mais inovadoras da gravura italiana do século XVI, sendo a primeira mulher a assinar suas obras, o que lhe garantiu um papel singular na história da arte renascentista. Filha do escultor e gravador Giovanni Battista Scultori e nascida em Mântua em 1547, Diana destacou-se ao conquistar uma posição de prestígio em um campo predominantemente masculino, recebendo menção na edição de 1568 de Le vite de Giorgio Vasari, sendo a única mulher na obra com quem Vasari teve contato pessoal.
Em 1575, ano de seu casamento com o arquiteto Francesco Capriani dal Volterra, Diana obteve um privilégio papal concedido pela Papa Gregório XIII que a autorizava a publicar suas próprias gravuras — uma concessão extraordinária que refletia sua influência e mérito artístico. Sua escolha em assinar suas obras consolidou não apenas sua identidade como artista autônoma, mas também estabeleceu ligações estratégicas com o legado de seu pai, reforçando sua posição na tradição artística familiar e no cenário artístico romano da época.